# Polystichtis petronius
Polystichtis petronius är en fjärilsart som beskrevs av Fabricius 1793. Polystichtis petronius ingår i släktet Polystichtis och familjen Riodinidae. Inga underarter finns listade i Catalogue of Life.